# Informàtica musical

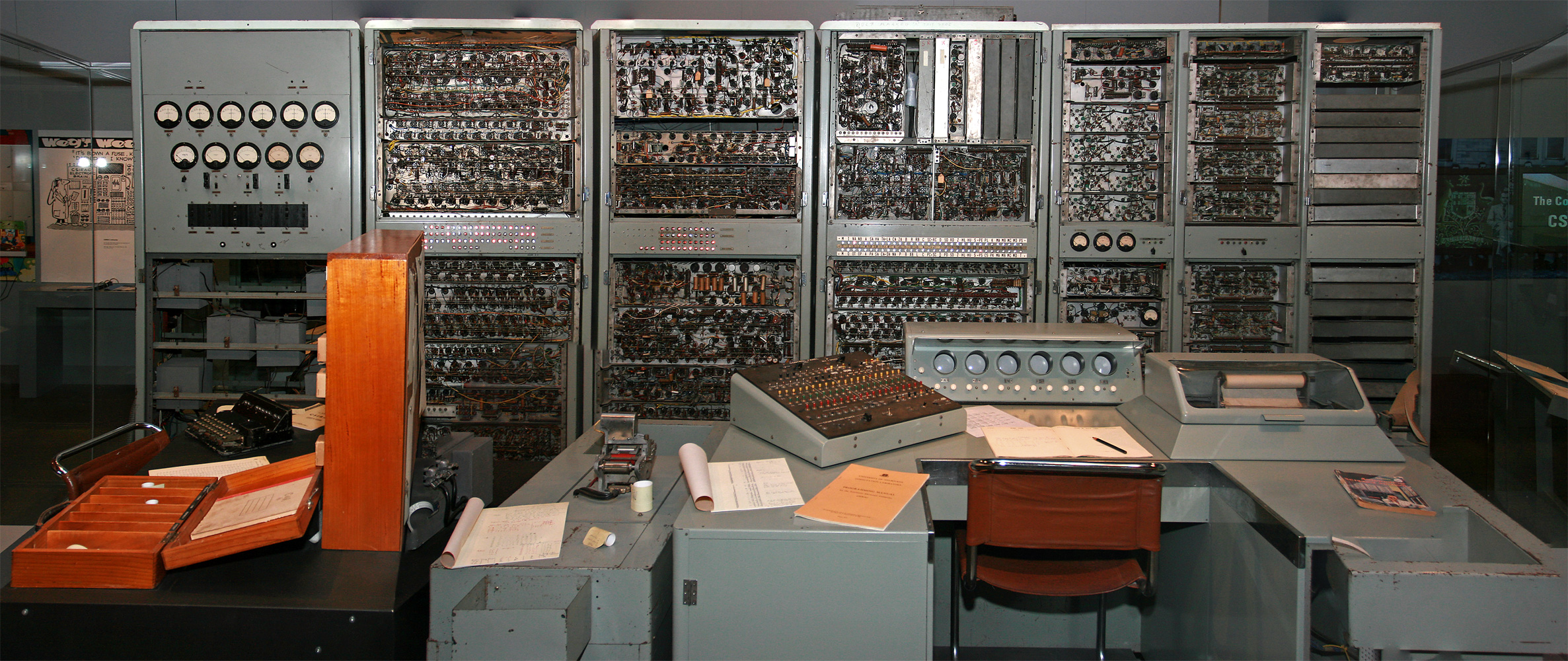
CSIRAC, primer ordinador musical d'Austràlia, al Museu de Melbourne

Informàtica musical és la branca de la informàtica dedicada a la producció musical, és a dir, a la creació, edició o enregistrament de música.
La importància dels ordinadors, des dels més antics, fins als més moderns, ha estat cabdal en l'enregistrament i la reproducció de la música.
Actualment els equips informàtics permeten un ampli ventall de possibilitats relacionades amb la producció musical, tot i que existeixen certes diferències entre l'equipament domèstic o semi-professional i l'equipament professional.
La creació de música amb l'ajut d'ordinadors ha evolucionat molt en els darrers trenta anys, i va molt lligada als instruments musicals electrònics. Inicialment eren els mateixos instruments musicals els qui facilitaven la tasca creativa. L'aparició dels instruments musicals electrònics inicià per tant una nova revolució en la forma de crear música, ja que permeten que l'usuari els programi per reproduir determinats sons (o notes) segons una determinada seqüència temporal.
Més tard els ordinadors passaren a acomplir aquesta tasca, i inclogueren la possibilitat de controlar diversos instruments o fonts sonores. Aquesta funció controladora, en la qual l'ordinador fa de "director" dels instruments que hi té connectats, es realitza gràcies a un protocol electrònic universal, el MIDI (Musical Instrument Digital Interface).

## Equipament domèstic o semi-professional

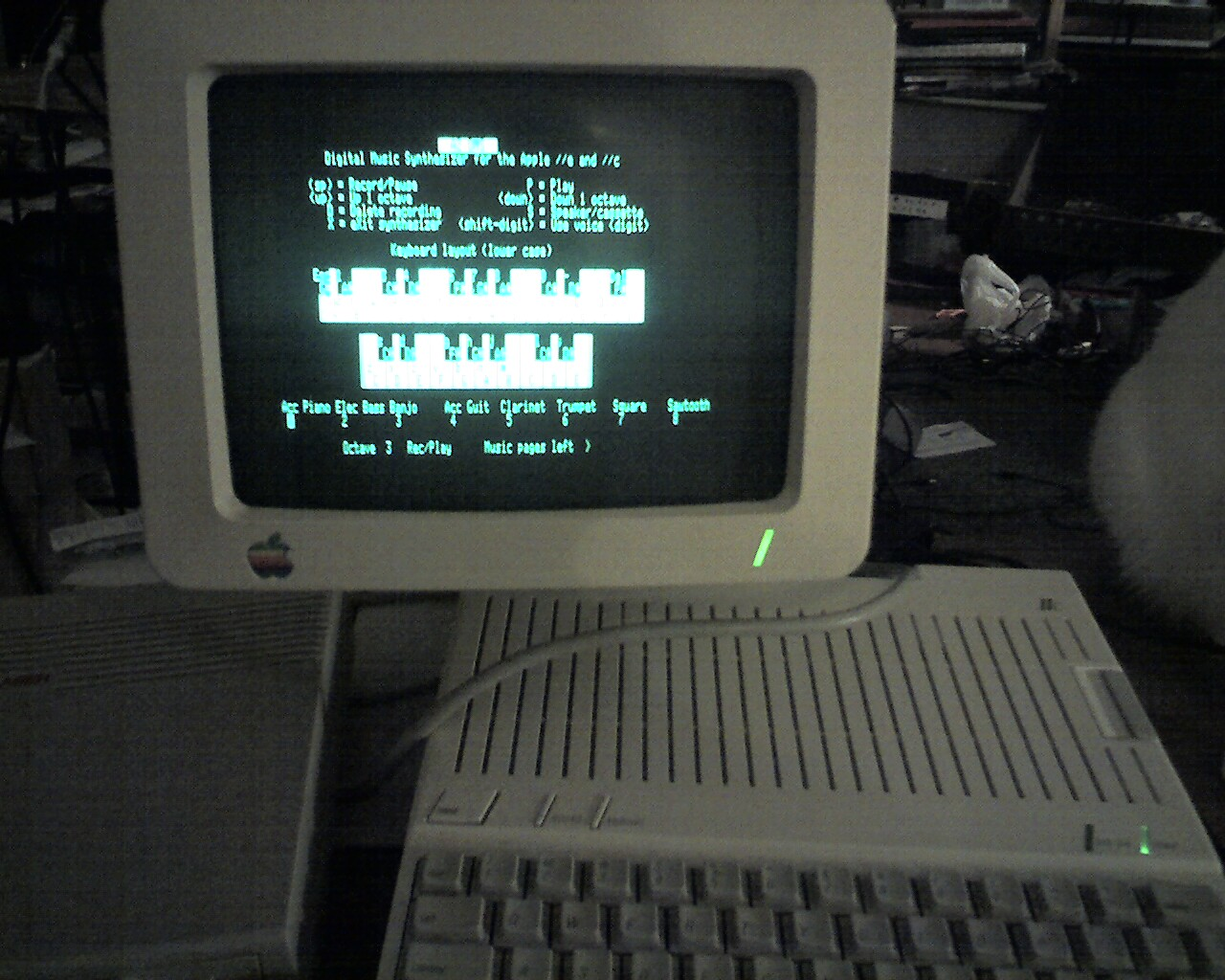
Sintetitzador musical Apple II

L'equipament informàtic mínim necessari per a la producció musical és, òbviament, un ordinador. En l'actualitat, qualsevol ordinador nou, portàtil o de sobretaula, és perfectament capaç de treballar com a eina de producció musical, fins i tot a nivells semi-professionals. L'única característica variable és la via d'exteriorització de la música un cop preparada per ser escoltada: si la música és reproduïda pel mateix ordinador ho haurà de fer a través de les connexions externes; d'altra banda, les peces musicals es poden emmagatzemar als diversos suports en què un ordinador grava els arxius (CD, DVD, memòries i reproductors portàtils, etc.)
El primer element imprescindible és el programari adequat. N'hi ha de diversos tipus, i es detallen a la secció Programari. El "software" musical pot funcionar com a eina autosuficient (única) o en combinació amb determinats aparells externs, connectats a l'ordinador, que realitzen funcions diverses. Aquest maquinari es detalla a la secció del mateix nom.

### Ordinador
És la peça central d'un equip informàtic de producció musical.
Si l'ordinador és utilitzat com a element únic del procés, cal que, com a mínim, reuneixi els següents requisits:
- un processador de velocitat mitjana-alta
- emmagatzemament d'almenys 10Gb (o d'1Gb si no es grava àudio extern)
- programari musical[3]
- connexions de sortida de so si es vol utilitzar com a reproductor[4]
- unitat de gravació de CD/DVD si es vol enregistrar la música per reproduir-la a un lector extern

Amb el software adequat, un ordinador serà capaç de produir música i transformar-la en un arxiu d'àudio reproduïble o enregistrable a un suport removible.

### Instruments electrònics
Es tracta d'instruments musicals que es poden connectar a un ordinador o entre si, i que generen uns determinats sons. N'hi ha de diversos tipus:
- Sintetitzador: molts d'ells tenen forma de teclat (com el d'un piano), però d'altres són un simple mòdul de sobretaula o en format "rack". Són aparells electrònics capaços de generar sons amb tonalitat musical o sense, i que poden ser interpretats polsant les tecles o des d'un controlador extern. Els sintetitzadors transformen un corrent elèctric en un senyal acústic, que es modula per tal que soni d'una manera determinada, o per imitar un instrument acústic; posteriorment al so se li aplica una variació del to en funció de la nota que es toca. La modulació del so pot ser molt complexa, de forma que es pot aconseguir que el so s'assembli o sigui pràcticament idèntic al d'un instrument acústic.
- Percussió electrònica o caixa de ritmes: el seu funcionament és similar al d'un sintetitzador, però els sons que produeix tracten d'imitar els dels instruments de percussió.
- Sampler: en anglès "mostrejador", és un aparell que enregistra sons breus o mostres del so d'un instrument acústic o qualsevol altre senyal sonor, per després reproduir-los a través d'un teclat amb variació del to segons la tecla que es polsa, o a través d'un seqüenciador. Fou un aparell molt popular als anys 90, i alguns fabricants han tret al mercat models capaços d'enregistrar hores de sons i mostres. Actualment existeix una gran quantitat de llibreries o col·leccions de sons prèviament enregistrats i en suports portàtils, com CD, DVD o fins i tot descarregables via Internet.

### Programari
La majoria d'aplicacions informàtiques dedicades a la producció musical que es comercialitzen o distribueixen avui dia integren diverses funcions. Les principals són:

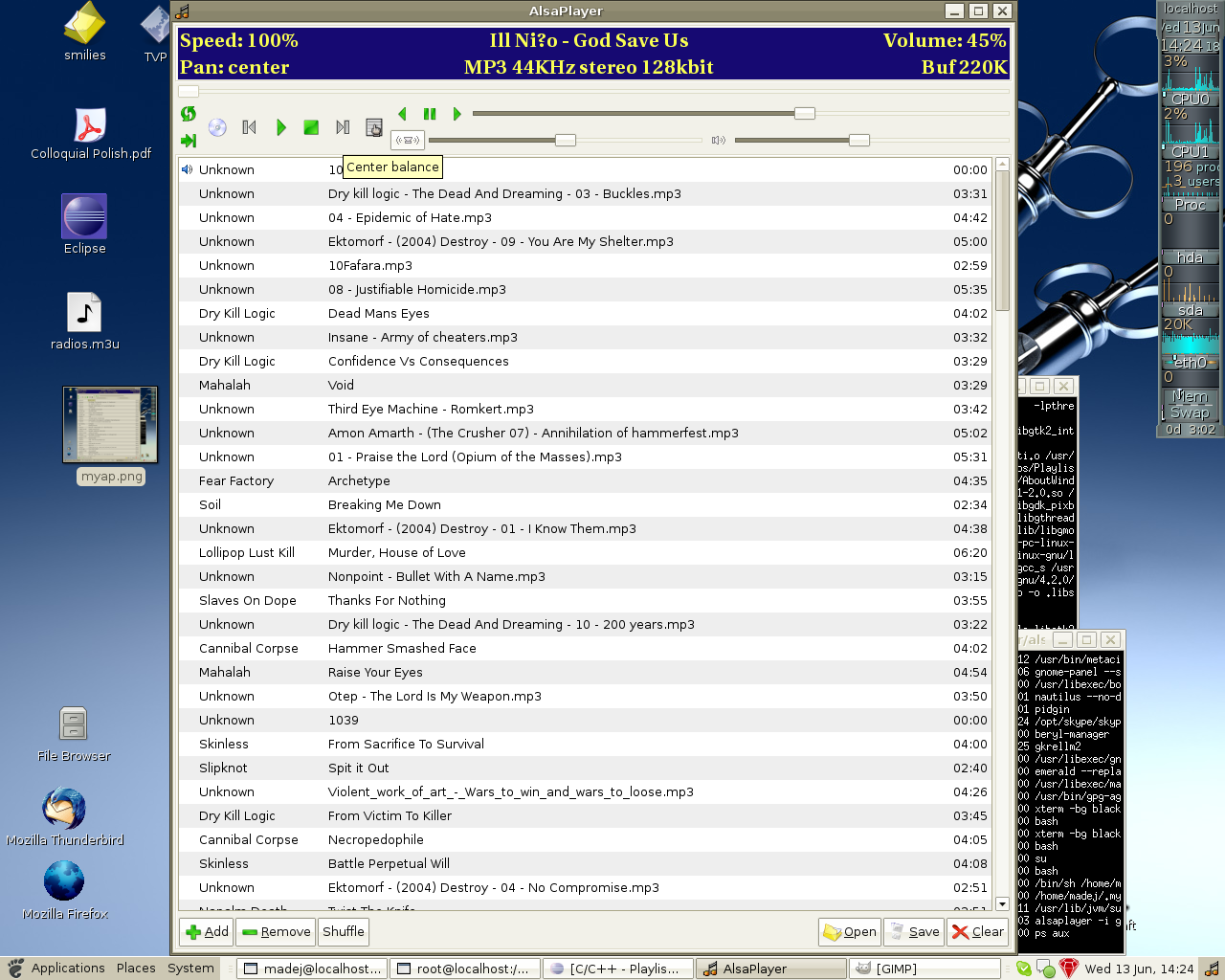
Alsa Player, en escriptori Gnome

- Seqüenciador: És la funció que permet programar en l'ordinador tots els missatges MIDI que enviarà als instruments, com ara quines notes haurà de "tocar", en quin moment, amb quina intensitat, a quin instrument, etc. La seqüenciació se sol distribuir en pistes i canals, per tal d'organitzar millor els fluxos de comunicació ordinador-instruments.[7]

- Gravació: És la funció que s'encarrega d'enregistrar el so acústic generat pels instruments. La pot realitzar el mateix ordinador que reprodueix les seqüències MIDI o bé un aparell extern. La majoria de programes actuals permeten aquesta doble funció, seqüenciar i gravar alhora.

- Edició: És la part del procés en què, un cop gravat l'àudio generat pels instruments, o un cop seqüenciats els missatges MIDI, s'apliquen els processos necessaris perquè el material enregistrat soni amb les característiques musicals i acústiques desitjades. Aquesta part del procés inclou la postproducció i la preparació final, coneguda com a "masterització".